# Маху (третий пол)
Ма́ху (гав. māhū, таит. māhū) — традиционный третий гендер в культурах Канака Маоли (Kanaka Maoli) на Гавайях и Маохи (Mā’ohi) на Таити, относящихся к полинезийским культурам. Маху считались людьми, которые, согласно традиционным верованиям, воплощают в себе как мужской, так и женский дух (гав. ʻuhane, таит. vārua). Их уникальное социальное положение, отличающееся от бинарной системы гендера, у разных исследователей объясняется состоянием гендерной лиминальности. Эта идентичность имеет глубокие исторические корни, уходящие в доколониальную эпоху, и до сих пор сохраняет своё культурное значение, несмотря на влияние западных традиций. В традиционном обществе маху занимали важные позиции, выступая в роли учителей, целителей и хранителей культурных знаний. Они были учителями священных танцев хула и песнопений.

### Этимология и исторический контекст
Слово «маху» буквально означает «посередине» или «в середине», что отражает их роль между мужчиной (kāne) и женщиной (wahine). В доколониальный период маху считались уважаемыми членами общества, а их идентичность часто распознавалась уже в раннем возрасте. Первая задокументированная встреча европейцев с маху произошла в 1789 году, о чём свидетельствует запись в журнале капитана Уильяма Блая. Их социальный статус и значимость определялись не гендером, а их духовными качествами и навыками. Согласно традиционным верованиям, они обладали особой духовной силой (mana), которая считалась даром и позволяла им быть связующим звеном между духовным и земным мирами. Маху исполняли ключевые роли в общине: были учителями традиционных танцев (хула), песнопений (оли), хранителями родословных, рассказчиками, целителями и артистами. Что касается сексуальных отношений, некоторые маху имели долгосрочные отношения как с мужчинами, так и с женщинами, а некоторые оставались целибатными. С приходом европейских колонизаторов и христианских миссионеров, которые привнесли западные гендерные нормы и свою культуру, роль маху стала подвергаться стигматизации, а традиционная социальная структура, поддерживающая их, начала приходить в упадок, что также включало подавление родного языка и культуры.

### Современное положение
Несмотря на колониальное давление, идентичность маху сохранилась. В настоящее время идёт активное движение за возрождение и возвращение традиционного уважения к этой роли. В современной культуре маху часто выступают как активисты, которые отстаивают права своего сообщества, и как хранители культурного наследия. Ярким примером современного маху является педагог и общественный деятель Куму Хина (Kumu Hina). Важно отметить, что маху — это не просто эквивалент западных понятий «трансгендерная женщина» или «гей», а уникальная культурная идентичность, которая существует вне рамок западной бинарной системы.